# Quyền được bảo vệ đời tư

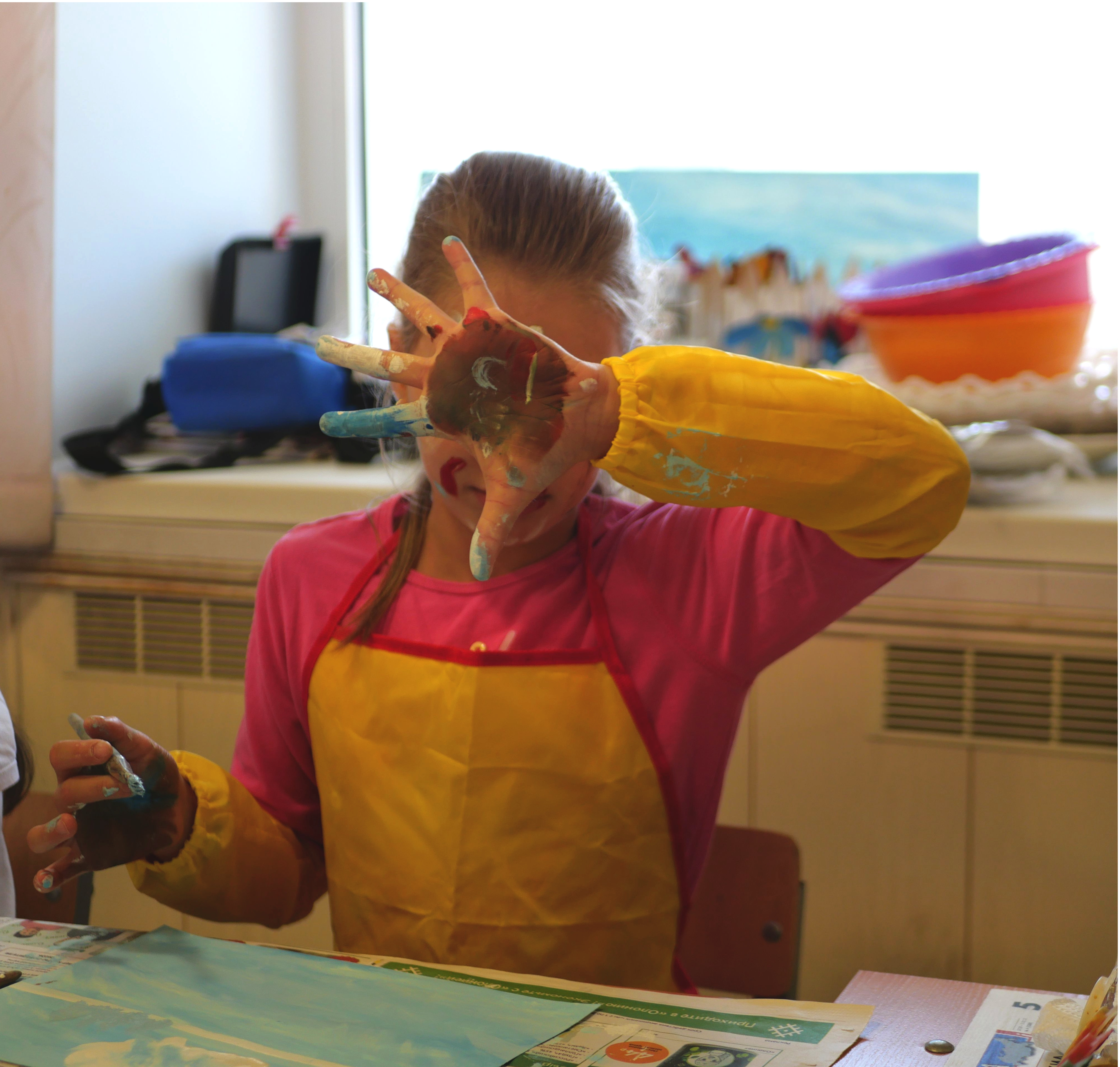
Bức ảnh "Nghệ sĩ lấy tay che mặt" hay "Đừng chụp ảnh tôi", chụp năm 2021.

Quyền được bảo vệ đời tư (right to privacy) hoặc Quyền riêng tư, trước hết được đề cập trong Điều 12 Tuyên ngôn Quốc tế Nhân quyền (UDHR): "không ai phải chịu sự can thiệp một cách tuỳ tiện vào cuộc sống riêng tư, gia đình, nơi ở hoặc thư tín, cũng như bị xúc phạm danh dự hoặc uy tín cá nhân. Mọi người đều có quyền được pháp luật bảo vệ chống lại sự can thiệp và xâm phạm như vậy." Quyền bảo vệ đời tư được nhắc đến từ khá lâu. Trong hiến pháp quốc gia của trên 150 nước đề cập tới quyền này.
Ở Việt Nam Quyền bảo vệ đời tư được Hiến pháp và pháp luật ghi nhận, tuy nhiên trên thực tế vẫn chưa có cơ chế pháp lý đặc thù và phù hợp để xử lý.
Quyền bảo vệ đời tư không đồng nhất với Quyền bí mật đời tư.

## Quy định
Quyền được bảo vệ đời tư được tái khẳng định trong Điều 17 Công ước Quốc tế về các Quyền Dân sự và Chính trị (ICCPR), trong đó nêu rằng: Không ai bị can thiệp một cách tuỳ tiện hoặc bất hợp pháp vào đời sống riêng tư, gia đình, nhà ở, thư tín, hoặc bị xâm phạm bất hợp pháp đến danh dự và uy tín. Mọi người đều có quyền được pháp luật bảo vệ chống lại những can thiệp hoặc xâm phạm như vậy.
Điều 17 nhằm ngăn chặn những hành vi xâm phạm tùy tiện và bất hợp pháp vào đời tư, gia đình, nhà ở, thư tín, danh dự, uy tín của mọi người mà có thể do các quan chức nhà nước hay do các thể nhân và pháp nhân khác gây ra (đoạn 1). Các quốc gia thành viên có nghĩa vụ ngăn chặn cả các quan chức nhà nước và các thể nhân hay pháp nhân khác có những hành động xâm phạm tùy tiện và bất hợp pháp như vậy (đoạn 9).
Những can thiệp hợp pháp vào đời tư phải được quy định trong pháp luật, và phải phù hợp với các quy định khác của ICCPR (đoạn 3).
Bình luận chung số 16 thông qua tại phiên họp lần thứ 31 năm 1988 của Ủy ban Nhân quyền Liên Hợp Quốc có làm rõ một số khía cạnh của Quyền này.
Vì sự an toàn của tất cả mọi người trong xã hội, quyền về sự riêng tư không phải là quyền tuyệt đối. Tuy nhiên, các quốc gia chỉ nên thu thập thông tin về đời tư nếu như những thông tin đó là thiết yếu để bảo đảm lợi ích chung của xã hội như được thừa nhận trong ICCPR.
Theo quy định ở Điều 17, tính toàn vẹn và bảo mật của thư tín phải được bảo đảm cả về mặt pháp lý và thực tế. Thư từ phải được giao tận tay người nhận mà không bị chặn lại, mở ra hay nói cách khác là xem trước. Việc theo dõi, bất kể bằng biện pháp điện tử hay các biện pháp khác, ví dụ như nghe trộm điện thoại, điện tín...đều bị nghiêm cấm. Việc lục soát nhà cửa phải bị giới hạn chỉ được sử dụng trong trường hợp để tìm chứng cứ cần thiết và không được phép gây phiền nhiễu cho chủ nhà.
Việc khám xét thân thể phải theo cách thức phù hợp để bảo đảm nhân phẩm của người bị khám xét; người khám xét phải cùng giới tính với người bị khám xét (đoạn 8).
Theo đoạn 10, việc thu thập và lưu giữ các thông tin cá nhân trong máy tính, các ngân hàng dữ liệu và các thiết bị khác, cho dù là bởi các quan chức nhà nước hay các thể nhân, pháp nhân khác, đều phải được quy định trong pháp luật. Nhà nước phải có những biện pháp hiệu quả để bảo đảm rằng những thông tin cá nhân đó không rơi vào tay những người không được pháp luật cho phép và không bị sử dụng vào các mục đích trái với Công ước. Để bảo đảm bảo vệ đời tư một cách hiệu quả, mỗi cá nhân cần có quyền được biết liệu thông tin cá nhân của mình có bị thu thập, lưu giữ bởi chủ thể nào không và nếu có, thì ở đâu, nhằm mục đích gì, chủ thể quản lý thông tin cá nhân của mình là ai? Thêm vào đó, mỗi cá nhân cũng cần có quyền yêu cầu sửa chữa hoặc xóa bỏ thông tin cá nhân của mình nếu thông tin đang được lưu trữ không chính xác, hoặc bị thu thập hay lưu trữ một cách trái pháp luật.

## Luật bảo vệ quyền riêng tư
Luật bảo vệ quyền riêng tư (Privacy law):
- Luật riêng tư về y tế (Health privacy laws)
- Luật riêng tư về tài chính (Financial privacy laws)
- Luật riêng tư trên Internet (Online privacy laws)
- Luật riêng tư trong giao tiếp (Communication privacy laws)
- Luật riêng tư thông tin (Information privacy laws)
- Bảo vệ riêng tư tại nhà (Privacy in one's home)

## Việt Nam
Theo điều 38 Bộ luật Dân sự năm 2015:
1. Đời sống riêng tư, bí mật cá nhân, bí mật gia đình là bất khả xâm phạm và được pháp luật bảo vệ.
2. Việc thu thập, lưu giữ, sử dụng, công khai thông tin liên quan đến đời sống riêng tư, bí mật cá nhân phải được người đó đồng ý, việc thu thập, lưu giữ, sử dụng, công khai thông tin liên quan đến bí mật gia đình phải được các thành viên gia đình đồng ý, trừ trường hợp luật có quy định khác.
3. Thư tín, điện thoại, điện tín, cơ sở dữ liệu điện tử và các hình thức trao đổi thông tin riêng tư khác của cá nhân được bảo đảm an toàn và bí mật.
Việc bóc mở, kiểm soát, thu giữ thư tín, điện thoại, điện tín, cơ sở dữ liệu điện tử và các hình thức trao đổi thông tin riêng tư khác của người khác chỉ được thực hiện trong trường hợp luật quy định.
4. Các bên trong hợp đồng không được tiết lộ thông tin về đời sống riêng tư, bí mật cá nhân, bí mật gia đình của nhau mà mình đã biết được trong quá trình xác lập, thực hiện hợp đồng, trừ trường hợp có thỏa thuận khác.
Hiện nay chưa có quy định cụ thể về "Bí mật đời tư" do đó trên thực có nhiều quan điểm khác nhau về vấn đề này. Hành vi xâm phạm bí mật đời tư là hành vi vi phạm pháp luật, tùy vào mức độ sẽ bị xử phạt hành chính hoặc truy cứu trách nhiệm hình sự.

## Một số ví dụ
Vụ theo dõi bằng GPS tại Mỹ
Các cuộc tranh cãi đã bùng nổ tại Mỹ sau khi bang California và tám bang khác ở miền tây nước Mỹ cho phép nhân viên an ninh cài thiết bị định vị toàn cầu (GPS) vào xe hơi của người dân để lén theo dõi họ mà không cần trát tòa. Vụ việc bắt đầu từ năm 2007 khi Cơ quan chống ma túy (DEA) tình nghi Juan Pineda-Moreno, một cư dân bang Oregon, trồng cần sa. Dù không có trát tòa, ban đêm các nhân viên DEA đã lén đột nhập khu vực nhà của Pineda-Moreno và cài một thiết bị GPS vào xe của nghi can, khi đó đang đỗ trên đường vào nhà cách gara vài mét.
DEA đã theo dõi nhất cử nhất động của Pineda-Moreno trong suốt bốn tháng, sau đó bắt và truy tố anh ta với mức án 51 tháng tù. Pineda-Moreno đã kiện DEA ra tòa vì tội xâm phạm quyền riêng tư và đòi tòa án bãi bỏ các bằng chứng thu thập được từ thiết bị GPS. Một tòa án liên bang ở California đã hai lần bác đơn kiện của Pineda-Moreno với lý do đường lái xe vào nhà không phải là tài sản riêng, người lạ có thể đi vào.
Phán quyết của tòa án California đã châm ngòi cho những tranh cãi kịch liệt. Trên tạp chí Time, luật sư Adam Cohen bình luận việc chính quyền cho phép các nhân viên an ninh thoải mái theo dõi người dân mà không cần trát tòa "là một quyết định nguy hiểm, có thể biến nước Mỹ thành một nước chuyên chế".
Tại Việt Nam, mạng di động Vinaphone vừa tung ra dịch vụ cho phép các thuê bao của mạng này biết được vị trí người khác (cùng thuê bao Vinaphone) qua tin nhắn SMS. Tuy nhiên, nhiều người đang lo ngại dịch vụ này hoàn toàn có thể bị lợi dụng để xâm phạm đời tư, gây xáo trộn đời sống tinh thần mỗi người.
Tại Việt Nam, Nghị quyết số 08/NQTW ngày 2/1/2002 của Bộ Chính trị đã nêu một số bất cập hiện nay trong bảo vệ quyền con người hiện nay.